# Magic Friday:-)
Magic_Friday:-) は、FM NORTH WAVEで放送されていたラジオ番組。

## 概要
Work Work（仕事）の平日から、ワクワクのウィークエンドへ向かうマジックアワー！あなたに元気の魔法をかけるプログラム。
世界の注目の新譜や話題曲を中心にパーソナリティのyuka自身が選曲していた。AbemaRADIOが始まったとき、1番に放送された。パーソナリティの出産及び産休のため終了。

## 放送・配信時間
いずれもJST。
ラジオ
- FM NORTH WAVE 金曜日 12:00 - 15:30（2016年4月 - 2018年12月）

### 過去
ラジオ
- FM NORTH WAVE
  - 金曜日 11:00 - 16:00（2014年4月 - 2016年3月）

インターネット配信
- AbemaRADIO
  - 金曜日 12:00 - 15:30（2017年12月 - 2018年3月）
  - 金曜日 13:00 - 15:30（2018年4月 - 2018年9月）

## 出演者
- yuka
- ヤマタ（2014年4月 - 2015年11月）
- 佐藤広大（2015年12月 - 2016年3月）

## 主なコーナー
- 13:15 - ?～Question
- 14:00 - LINK_UP!
- 14:30 - ウィークエンドトリップ北海道
- 15:00 - ACROSS THE FLY